# 366 Vincentina
366 Vincentina là một tiểu hành tinh khá lớn ở vành đai chính. Nó được Auguste Charlois phát hiện ngày 21.3.1893 ở Nice, và được đặt theo tên Vincenzo Cerulli, một nhà thiên văn học người Ý.